# Чабей, Экрем
Экрем Чабей (алб. Eqrem Çabej; 6 августа 1908 — 13 августа 1980) — албанский лингвист, историк албанского языка.
Родился в горорде Эскишехир вилайета Хюдавендигар. Окончил начальную школу в Гирокастре (1921). Затем учился в Австрии в Санкт-Пёльтене (1921—1923) и Клагенфурте (1923—1926), где получил степень бакалавра, в университетах Граца (1927—1930) и Вены (1930—1933), защитил докторскую диссертацию на тему «Italoalbanische Studien» («Связь итальянского и албанского языков»).
Вернувшись в Албанию, с 1933 по 1939 год работал учителем в средних школах Шкодера, Эльбасана, Гирокастры и Тираны.
После того, как 7 апреля 1939 года Албанию оккупировали итальянские войска, был выслан в Рим. В 1943 году отклонил предложение занять пост министра образования в правительстве Реджепа Митровица. Вернулся в Албанию весной 1944 года и снова стал работать учителем.
С 1947 года сотрудник основанного в Тиране Института наук. Затем до конца жизни работал в Институте лингвистики и литературы.
С 1952 по 1967 год профессор кафедры истории албанского языка Тиранского университета.
В 1972 году при образовании Албанской академии наук был избран в её состав.
Умер в Риме в больнице через неделю после 72-летия.
Сочинения:
- Hyrje në historinë e gjuhës shqipe (Введение в историю албанского языка). Тирана, 1958.
- Parashtesat e gjuhës shqipe (Префиксы в албанском языке). 1956 (в соавторстве).
- Prapashtesat e gjuhës shqipe (Суффиксы в албанском языке), 1962 (в соавторстве).
- «Die älteren Wohnsitze der Albaner auf der Balkanhalbinsel im Lichte der Sprache und der Ortsnamen» Atti dil VII Congresso Internazionale di Scienze Onomastiche 7, 1962: 241—251. (переиздано на албанском «Vendbanimi i hershëm i shqiptarëve në Gadishullin Ballkan në dritën e gjuhës e të emrave të vendeve.» in Rexhep Ismajli, et al., eds., Studime Shqiptare: Vepra të zgjedhura Prishtinë, Akadëmia e Shkencave dhe e Artëve, 2008: 515—524.) («Древние поселения албанцев на Балканах в свете языка и названий населённых пунктов»).
- «Einige Grundprobleme der alteren albanischen Sprachgeschichte», Studia Albanica 1 (1964): 69-89. (Некоторые базовые проблемы древней истории албанского языка).
- Fonetika historike e shqipes (Историческая фонетика албанского языка). Тирана, 1968.
- Studime etimologjike në fushë të shqipes (Etymological Studies in Albanian). 7 vols. Tirana: Akademia et Shkencave e Republikës Popullore të Shqipërisë, Instituti i Gjuhësisë dhe i Letërsisë, 1976—2014. Том II: A-B. — 1976, 617 p.; Том I: Hyrje (Введение) — 1982, 343 pages; Том III: C-D. — 1987, 565 p.; Том IV: Dh-J. — 1996, 624 p.; Том VI: N-Rr. — 2002, 522 p.; Том VII: S-Zh. — 2006, 434 p.; Том V: K-M. — 2014, 478 pages — ISBN 978-99956-35-20-6

Его монографии и статьи изданы в 1976—1977 гг. в 9 томах: Studime gjuhësore (Труды по лингвистике). Prishtina.